# Lubuk Betung (Semidang Alas Maras)
Lubuk Betung is een bestuurslaag in het regentschap Seluma van de provincie Bengkulu, Indonesië. Lubuk Betung telt 600 inwoners (volkstelling 2010).